# Список храмов Пскова
Храмы Пскова составляют часть архитектурного наследия города. Наиболее известные из них — это древние церкви, побеленные, одноглавые, с характерными звонницами (иногда отдельно стоящими, иногда построенными на скате храма) и крыльцами. Эти черты резко отличают их от других памятников русской архитектуры того времени, что дает возможность говорить о псковском архитектурном стиле. В городе есть церкви XII—XV веков — в большей части России все здания этого времени были разрушены монголами и междоусобными войнами. Многие церкви Пскова относились к ныне разрушенным или упраздненным монастырям.
7 июля 2019 года на 43-й сессии Комитета всемирного наследия ЮНЕСКО принято решение о включении 10 объектов, относящихся к церковной архитектурной школе, в Список объектов всемирного наследия: собор Иоанна Предтечи Ивановского монастыря, ансамбль Спасо-Мирожского монастыря: Преображенский собор, ансамбль Снетогорского монастыря: собор Рождества Богородицы, церковь Михаила Архангела с колокольней, церковь Покрова от Пролома, церковь Косьмы и Дамиана с Примостья с остатками колокольни, воротами и оградой, церковь Георгия со Взвоза, Церковь Богоявления со звонницей, церковь Николы с Усохи и церковь Василия на Горке.
В статье приведён список соборов и церквей Пскова, большинство из которых являются памятниками истории и архитектуры, содержат памятники монументальной живописи и иконописи. В списке указаны все действующие и недействующие храмы, храмы-музеи, а также перестроенные или частично разрушенные храмы (руины). Помимо православных церквей в список вошли церкви, принадлежащие старообрядцам, протестантам и католикам.

## Храмы Пскова
| Кром | |                                                                |                                                         |                                                                      |                                 | |                                                |
| # | Наименование | Изображение                                                    | Дата строительства                                      | Современный адрес                                                    | Координаты                      | Комментарий | Статус                                         |
| 1 | Троицкий собор |                                                                | 1682—1699                                               | Территория Кремля                                                    | 57°49′19″ с. ш. 28°19′45″ в. д. | Построен на месте предыдущего собора, который, в свою очередь, был построен в 1365 году на месте предыдущего каменного храма — либо 1138 года, либо конца 1180-х — начала 1190-х годов. До этого храм был деревянным. Кафедральный. | действующий                                    |
| 2 | Благовещенский собор | Троицкий и Благовещенский соборы в конце XIX — начале XX веков | 1836 год                                                | Территория Кремля                                                    | 57°49′17″ с. ш. 28°19′45″ в. д. | Разрушен в 1933 году. В 2002 году в память о храме поставлен Поклонный крест. | не сохранился                                  |
| Сохранились основания храмов Довмонтова города, обнаруженные при раскопках, начатых в Пскове в 1956 году археологической экспедицией Государственного Эрмитажа. С сентября 2010 года обсуждается вопрос о воссоздании к 2012 году четырёх храмов Рождественского полубастиона с открытием «Музея фрески». | |                                                                |                                                         |                                                                      |                                 | |                                                |
| # | Наименование | Изображение                                                    | Дата строительства                                      | Современный адрес                                                    | Координаты                      | Комментарий | Статус                                         |
| 1 | Святого Тимофея Гаазкого (Тимофея-Довмонта) |                                                                | 1268 год                                                | Довмонтов город                                                      | 57°49′13″ с. ш. 28°19′47″ в. д. | Место захоронения князя Довмонта, закрыта под военные склады при Петре I в начале XVIII века | сохранились фрагментарно                       |
| 2 | Георгия |                                                                | 1269 год                                                | Довмонтов город                                                      |                                 | Закрыта под военные склады при Петре I в начале XVIII века | не сохранилась                                 |
| 3 | Федора Стратилата |                                                                | 1272 год                                                | Довмонтов город                                                      | 57°49′14″ с. ш. 28°19′49″ в. д. | Перестроена в XIV веке, в XVI веке соединена с соседней церковью Алексея Митрополита, закрыта под военные склады при Петре I в начале XVIII века | не сохранилась                                 |
| 4 | Алексея Митрополита |                                                                | 1508 — 1538                                             | Довмонтов город                                                      | 57°49′14″ с. ш. 28°19′49″ в. д. | В XVI веке соединена с соседней церковью Федора Стратилата | не сохранилась                                 |
| 5 | Дмитрия Солунского |                                                                | XII век                                                 | Довмонтов город                                                      | 57°49′15″ с. ш. 28°19′50″ в. д. | Перестроена в XIV веке, в 30-х годах XIX века разобрана | не сохранилась                                 |
| 6 | Николы с Гребли | Церковь св. Николая на Гребле с приделом св. Кира и Иоанна     | XIV век                                                 | Довмонтов город                                                      | 57°49′15″ с. ш. 28°19′48″ в. д. | Закрыта под военные склады при Петре I в начале XVIII века. Обнаружена в 1945 году, раскопки 1959—1963 годах | сохранилась частично                           |
| 7 | Кирилла с Гребли |                                                                | XIV век                                                 | Довмонтов город                                                      | 57°49′15″ с. ш. 28°19′47″ в. д. | Закрыта под военные склады при Петре I в начале XVIII века. | не сохранилась                                 |
| 8 | Рождества Христова |                                                                | XIV век                                                 | Довмонтов город                                                      | 57°49′16″ с. ш. 28°19′50″ в. д. | Засыпана при Петре I в начале XVIII века | сохранилась частично                           |
| 9 | Покрова Богородицы |                                                                | XIV век                                                 | Довмонтов город                                                      | 57°49′15″ с. ш. 28°19′50″ в. д. | Засыпана при Петре I в начале XVIII века | сохранилась частично                           |
| 10 | Сошествия Святого Духа |                                                                | XIV век                                                 | Довмонтов город                                                      | 57°49′15″ с. ш. 28°19′51″ в. д. | Засыпана при Петре I в начале XVIII века | не сохранилась                                 |
| 11 | неаннотированная № 2 у церквей Николы и Кирилла с Греблей                                                                                                   |                                                                | XIII век                                                | Довмонтов город                                                      |                                 | Закрыта под военные склады при Петре I в начале XVIII века | не сохранилась                                 |
| Средний город | |                                                                |                                                         |                                                                      |                                 | |                                                |
| # | Наименование | Изображение                                                    | Дата строительства                                      | Современный адрес                                                    | Координаты                      | Комментарий | Статус                                         |
| 1 | Николы со Усохи |                                                                | 1535 год                                                | Советская (Великолуцкая) ул., д. 19.                                 | 57°48′56″ с. ш. 28°20′04″ в. д. | Реставрация: 1946 г.; 1964—1966 гг. (воссоздана двухпролётная звонница); арх. Спегальский Ю. П., Скобельцын Б. С. | действующая (с ноября 2005 года)               |
| 2 | Петра и Павла с Буя |                                                                | 1540 год                                                | ул. Карла Маркса (Новгородская), д. 2                                | 57°49′13″ с. ш. 28°20′16″ в. д. | Реставрации: 1962 год, начало 2000-х годов (воссоздана двухпролётная звонница). В декабре 2009 года освящены и подняты на звонницу новые колокола | действующая (с 2006 года)                      |
| 3 | Василия на Горке |                                                                | 1413—1415                                               | Октябрьский пр-т (Сергиевская (ранее Трупеховская) ул.), д. 5        | 57°48′55″ с. ш. 28°20′09″ в. д. | Реставрации: 2002 год, с 2009 года по настоящее время (воссоздано позакомарное покрытие четверика, многоскатное покрытие и глава северного придела) | действующая (с 2003 года)                      |
| 4 | Одигитрии (во имя иконы Божией Матери «Одигитрия» на бывшем Печорском подворье)                                                                             |                                                                | 1685                                                    | Профсоюзная (Плоская) ул., д. 12                                     | 57°49′00″ с. ш. 28°20′01″ в. д. | Церковь Одигитрии Божьей Матери XVI века. Была построена при преподобном Корнилии Псково-Печерском в 1537 году. После пожара на подворье (в 1682 году) кардинально перестроена и освящена в 1685 году в честь Введения во храм. В 1866 году была вновь освящена в первоначальное имя Одигитрии Божией Матери. В 1917 году подворье ликвидировано. В 1920 году церковь стала приходской, в 1922 её закрыли. В здания подворья были переведены Штаб Чудской флотилии и казармы для моряков. В старинной церкви Богоматери Одигитрии разместили склад. В 1925 году Чудская флотилия была ликвидирована, в помещениях подворья устроен туберкулезный диспансер. Во время ВОВ церковь лишилась всех покрытий. Немцы устроили на этой территории госпиталь для раненых пленных красноармейцев. В 1960 году храм взят под охрану государства как памятник республиканского значения. С 1975 года здания подворья переданы Псковскому областному онкологическому диспансеру. 25 августа 2016 года члены общественного совета по культурному наследию при губернаторе Псковской области проголосовали за передачу храма Одигитрии и комплекса зданий подворья Свято-Успенскому Псково-Печерскому монастырю. В настоящее время церковь ждут реставрационные работы. | не действует                                   |
| 5 | Святой Великомученицы Анастасии Узорешительницы (в Кузнецах)                                                                                                |                                                                | не позднее 1538 года                                    | Октябрьский пр-т (Сергиевская (ранее Трупеховская) ул.), д. 9        | 57°48′53″ с. ш. 28°20′19″ в. д. | | действующая (с 2007 года)                      |
| 6 | Михаила Архангела с Городца |                                                                | 1462 год                                                | Советская (Великолуцкая) ул., д. 18                                  | 57°49′05″ с. ш. 28°20′00″ в. д. | | действующая (с 1995 года)                      |
| Окольный город | |                                                                |                                                         |                                                                      |                                 | |                                                |
| # | Наименование | Изображение                                                    | Дата строительства                                      | Современный адрес                                                    | Координаты                      | Комментарий | Статус                                         |
| 1 | Покрова от Торга (Покрова Пресвятой Богородицы от Торгу) |                                                                |                                                         | ул. Карла Маркса (Новгородская), д. 36                               | 57°49′05″ с. ш. 28°20′40″ в. д. | | действующая, храм Псковского духовного училища |
| 2 | Николы от Торга (Николы Явленного) |                                                                |                                                         | ул. Некрасова (Губернаторская), д. 35.                               | 57°49′07″ с. ш. 28°20′41″ в. д. | | действующая                                    |
| 3 | Покрова и Рождества от Пролома (Покрова в углу) |                                                                |                                                         | ул. Свердлова (Стенная), д. 1                                        | 57°48′19″ с. ш. 28°20′03″ в. д. | У Покровской башни. Реставрация: 1963 год, арх. Смирнов В. П. | действующая                                    |
| 4 | Новое Вознесение |                                                                |                                                         | ул. Некрасова (Губернаторская), д. 20                                | 57°48′49″ с. ш. 28°20′15″ в. д. | Храм упраздненного Нововознесенского монастыря. | Не действует                                   |
| 5 | Преполовения Пятидесятницы |                                                                |                                                         | Детская (Спасская) ул., д. 3                                         | 57°48′42″ с. ш. 28°19′58″ в. д. | Подворье Спасо-Елеазарова женского монастыря В августе 2009 года освящены и подняты на звонницу новые колокола. | действующая (с января 2007 года)               |
| 6 | Георгия со Взвоза |                                                                | 1494 год                                                | Георгиевская ул. (Урицкого), д. 1                                    | 57°48′35″ с. ш. 28°19′57″ в. д. | В апреле 2009 года стал приписным к храму Покрова и Рождества от Пролома. | действующая (с 2015 года)                      |
| 7 | Сергия с Залужья (Придел (южный) прп. Никандра) |                                                                |                                                         | Ул. Свердлова (Стенная), д. 42а                                      | 57°48′49″ с. ш. 28°20′35″ в. д. | Восстановительно-консервационные работы 1974—1978 гг. (по проекту арх. Н. С. Рахманиной).. Действующий храм. Восстановлен в 2015 году. |                                                |
| 8 | Успения с Полонища (Успения Пресвятой Богородицы с Полонища)                                                                                                |                                                                | 1810—1811                                               | ул. Георгиевская (Урицкого), д. 3а                                   | 57°48′36″ с. ш. 28°20′04″ в. д. | | Действующая (с 1991 года)                      |
| 9 | Иоакима и Анны на Полонище |                                                                |                                                         | ул. Калинина (Успенская), д. 26                                      | 57°48′27″ с. ш. 28°20′09″ в. д. | | Действующая                                    |
| 10 | Старое Вознесение |                                                                |                                                         | Советская (Великолуцкая) ул., д. 64а                                 | 57°48′34″ с. ш. 28°20′18″ в. д. | Реставрация в 1960—1969 годах по проекту арх. В. А. Лебедевой | Действующая                                    |
| 11 | Рождества Богородицы (Старовознесенского монастыря) |                                                                | 1833                                                    | Советская (Великолуцкая) ул., д. 64а                                 | 57°48′35″ с. ш. 28°20′19″ в. д. | Планетарий (открыт 11 марта 1974 г). Колокольня (сохранился нижний ярус). Реставрация 1968—1972 гг., арх. В. А. Лебедева. Старовознесенский монастырь — памятник истории и культуры федерального значения (Указ Президента РФ № 176 от 20 февраля 1995 г.). |                                                |
| Окрестности Окольного города | |                                                                |                                                         |                                                                      |                                 | |                                                |
| # | Наименование | Изображение                                                    | Дата строительства                                      | Современный адрес                                                    | Координаты                      | Комментарий | Статус                                         |
| 1 | Варвары Великомученицы (на Плехановском (Петровском) посаде)                                                                                                |                                                                | 1618                                                    | улица Плехановский (Петровский) посад, д. 14                         | 57°48′59″ с. ш. 28°21′06″ в. д. | деревянная | Действующая (с ноября 2002 года)               |
| 2 | Димитрия в Поле (Дмитрия Мироточивого на Поле) |                                                                | XVI—XVII                                                | улица Плехановский (Петровский) посад, д. 74 (Дмитриевское кладбище) | 57°48′49″ с. ш. 28°21′48″ в. д. | Никогда не закрывалась в годы советской власти | Действующая                                    |
| 3 | Николы в Любятове |                                                                | XVI—XVIII                                               | ул. Любятовская, д. 2                                                | 57°49′18″ с. ш. 28°23′25″ в. д. | Никогда не закрывалась в годы советской власти | Действующая                                    |
| 4 | Алексия, человека Божьего, с Поля |                                                                |                                                         | Советская ул., д. 100                                                | 57°48′16″ с. ш. 28°20′39″ в. д. | | Действующая (с 1994 года)                      |
| 5 | Веры, Надежды, Любови и матери их Софии в Крестах (приделы — во имя иконы Божией Матери Неупиваемая Чаша, св. Ксении Петербургской, св. Матроны Московской) |                                                                |                                                         | Ленинградское шоссе                                                  | 57°47′42″ с. ш. 28°25′06″ в. д. | Торжественно заложена в сентябре 2008 года. «Псковгражданпроект», арх. Ширяев Ю. М. 4 августа 2011 года состоялось торжество закладки камня и освящения основания места строительства храма. | Действующая. Освящена 30 сентября 2012 года    |
| 6 | Костёл Пресвятой Троицы Римско-католической церкви в Плехановском посаде                                                                                    |                                                                | 1999-…                                                  | ул. Плехановский (Петровский) посад, д. 64                           | 57°48′50″ с. ш. 28°21′36″ в. д. | http://katolik-pskov.ru/ | Действующая                                    |
| Запсковье | |                                                                |                                                         |                                                                      |                                 | |                                                |
| # | Наименование | Изображение                                                    | Дата строительства                                      | Современный адрес                                                    | Координаты                      | Комментарий | Статус                                         |
| 1 | Козьмы и Дамиана с Гремячей горы |                                                                | 1383 год, 1540 год, XVII—XIX века                       | Гремячая улица                                                       | 57°49′24″ с. ш. 28°20′53″ в. д. | | Действующая                                    |
| 2 | Козьмы и Дамиана с Примостья |                                                                |                                                         | улица Леона Поземского, 7                                            | 57°49′24″ с. ш. 28°20′02″ в. д. | | Действующая (с ноября 2008 года)               |
| 3 | Варлаама Хутынского |                                                                |                                                         | улица Леона Поземского, 53                                           | 57°49′39″ с. ш. 28°19′31″ в. д. | | Действующая                                    |
| 4 | Богоявления с Запсковья |                                                                | 1496                                                    | улица Герцена, 7                                                     | 57°49′22″ с. ш. 28°20′20″ в. д. | Реставрации: 1948—1953 годы, арх. Ю. П. Спегальский; 1990—2009 годы, ПИ «Спецпроектреставрация», воссоздан южный придел. | Действующая (с ноября 2007 года)               |
| 5 | Образская с Жабьей лавицы (Спаса Нерукотворного образа) |                                                                |                                                         | Первомайская улица, 27                                               | 57°49′36″ с. ш. 28°20′11″ в. д. | | Действующая (с 2000 года)                      |
| 6 | Воскресения Христова со Стадища |                                                                |                                                         | улица Набат (Воскресенская), 4а                                      | 57°49′37″ с. ш. 28°19′41″ в. д. | | Действующая                                    |
| 7 | Ильи Мокрого (Ильи Пророка с Луга) |                                                                | 1677                                                    | улица Волкова, 9                                                     | 57°49′32″ с. ш. 28°20′02″ в. д. | | Действующая (с марта 1994 года)                |
| 8 | Иоанна Богослова с Мишариной горы (Иоанна Богослова на Милявице)                                                                                            |                                                                | 1547                                                    | Аллейная улица, 1                                                    | 57°49′26″ с. ш. 28°21′21″ в. д. | - Иоанна Богослова и кладбище при нём - Врата к церкви Иоанна Богослова и кладбище при нём Реставрация: 1960-е годы, арх. В. А. Лебедева | Действующая (с 1993 года)                      |
| Окрестности Запсковья | |                                                                |                                                         |                                                                      |                                 | |                                                |
| # | Наименование | Изображение                                                    | Дата строительства                                      | Современный адрес                                                    | Координаты                      | Комментарий | Статус                                         |
| 1 | Петра и Павла на Брезе Сереткина (иначе Сироткина) монастыря                                                                                                |                                                                |                                                         | Береговая ул., д. 2 (у моста Александра Невского)                    | 57°49′40″ с. ш. 28°17′29″ в. д. | | Действующая                                    |
| 2 | Собор Рождества Богородицы Снетогорского монастыря |                                                                |                                                         | ул. Снятная гора, д. 1                                               | 57°50′05″ с. ш. 28°15′49″ в. д. | | Действующая                                    |
| 3 | Константина и Елены в Царевой слободе |                                                                |                                                         | Красногорская ул., д. 26                                             | 57°49′02″ с. ш. 28°21′32″ в. д. | | Действующая (с 1990 года)                      |
| 4 | Церковь Евангельских Христиан-Баптистов в Царевой слободе                                                                                                   |                                                                |                                                         | Кузнецкая ул., д. 47а                                                | 57°49′11″ с. ш. 28°21′19″ в. д. | | Действующая                                    |
| Завеличье | |                                                                |                                                         |                                                                      |                                 | |                                                |
| # | Наименование | Изображение                                                    | Дата строительства                                      | Современный адрес                                                    | Координаты                      | Комментарий | Статус                                         |
| 1 | Собор Иоанна Предтечи Ивановского монастыря |                                                                | 1243 год                                                | улица Максима Горького, 1                                            | 57°49′33″ с. ш. 28°19′05″ в. д. | Приходской, с февраля 2007 года — подворье Крыпецкого Иоанно-Богословского монастыря. Реставрация: 1949—1959 гг. по проекту арх. П. М. Максимова. В апреле 2009 г. состоялось освящение и поднятие на звонницу новых колоколов | Действующая (с 1991 года)                      |
| 2 | Спасо-Преображенский собор Мирожского монастыря |                                                                | не позднее 1156 г.                                      | Мирожская наб., 2                                                    | 57°48′22″ с. ш. 28°19′44″ в. д. | Псковский государственный объединённый историко-архитектурный и художественный музей-заповедник |                                                |
| 3 | Стефана Мирожского монастыря надвратная |                                                                |                                                         | Мирожская наб., 2                                                    | 57°48′24″ с. ш. 28°19′43″ в. д. | |                                                |
| 4 | Успения с Парома (Пароменская) |                                                                | 1521 год                                                | Рижский пр., д. 3                                                    | 57°49′09″ с. ш. 28°19′28″ в. д. | В ноябре 2008 года освящены и подняты на звонницу новые колокола | Действующая (с 1994 года)                      |
| 5 | Климента Папы Римского |                                                                |                                                         | Ольгинская наб., д. 16                                               | 57°48′37″ с. ш. 28°19′38″ в. д. | | Действующая (с 1993 года)                      |
| 6 | Николы от Каменной ограды |                                                                |                                                         | ул. Розы Люксембург, д. 17                                           | 57°48′55″ с. ш. 28°19′11″ в. д. | Старообрядческая — «Псковская старообрядческая община Поморского брачного согласия». | Действующая (с 1946 года)                      |
| 7 | Жен-Мироносиц со Скудельниц (Мироносицкое кладбище) |                                                                |                                                         | Коммунальная ул., д. 11                                              | 57°49′19″ с. ш. 28°18′47″ в. д. | |                                                |
| 9 | Успения Богородицы в Бутырках |                                                                | 1777 год                                                | Красноармейская наб., д. 47                                          | 57°47′51″ с. ш. 28°19′03″ в. д. | | Действующая (c 1993 года)                      |
| 10 | Александра Невского 96-го Омского полка |                                                                | заложена 11 июня 1907 года освящена 4 октября 1908 года | ул. Мирная, д. 1                                                     | 57°48′28″ с. ш. 28°19′16″ в. д. | | Действующая (c марта 1992 года)                |
| 11 | Воскресения Христова на Орлецовском кладбище |                                                                | заложена в 1994 году, освящена 24 августа 1997 года     |                                                                      | 57°46′58″ с. ш. 28°19′46″ в. д. | «Псковгражданпроет», арх. Ширяев Ю. М. | Действующая                                    |

## Окрестности Пскова
| #                  | Наименование             | Изображение | Дата строительства | Современный адрес                                                                       | Координаты                      | Комментарий                                       | Статус |
| ------------------ | ------------------------ | ----------- | ------------------ | --------------------------------------------------------------------------------------- | ------------------------------- | ------------------------------------------------- | ------ |
| Окрестности Пскова |                          |             |                    |                                                                                         |                                 |                                                   |        |
| 1                  | Ильи Пророка в Выбутах   |             |                    | На левом берегу реки Великой в 16 км выше Пскова                                        | 57°42′35″ с. ш. 28°16′57″ в. д. | Реставрация 1955—1957 гг.; арх. Смирнов Вс. П.    |        |
| 2                  | Мины, Виктора и Викентия |             |                    | Погост Кусва на левом берегу Великой в 8 км ниже Пскова                                 | 57°51′02″ с. ш. 28°12′45″ в. д. |                                                   |        |
| 3                  | Матвея апостола          |             |                    | Погост Нёготь в Писковичах на правом берегу Великой в 8 км ниже Пскова (напротив Кусвы) | 57°51′36″ с. ш. 28°12′58″ в. д. |                                                   |        |
| 4                  | Николы с Устья           |             |                    | На левом берегу реки Великой в 18 км ниже Пскова                                        | 57°51′24″ с. ш. 28°08′10″ в. д. | Реставрация: 1956—1961 гг.; арх. Скобельцын Б. С. |        |
| 5                  | Ильи Пророка             |             |                    | Погост Кривовицы (в д. Конёчек) в 12 км от Пскова по Гдовской дороге                    |                                 |                                                   |        |

## Утраченные храмы Пскова
- Благовещенский собор (тёплый Троицкий). Кром. (1836 г.; арх. Мельников А. И.; разрушен в 1933 г.; в 2002 г. в память о храме поставлен Поклонный крест)[4][20]

- Благовещенсский собор на фоне Троицкого в кон. XIX — нач XX вв.
- Поклонный крест на месте собора
- Никиты Гусятника

- Богоявления с Бродов (1444 г.; в 1701 г. засыпана по указу Петра I при строительстве укреплений)[21].
- Рождества на Кстове. (1397—1399 гг.) Левый берег р. Псковы, у Лапиной горки.
- Богоявления в Кстове в углу Среднего города (1398 г.)
- Николы из Песок. (1419 г.) Левый берег р. Псковы, у Лапиной горки. Остатки храма — памятник археологии.
- Пятницы из Песок. (1534 г.) Левый берег р. Псковы, у Лапиной горки. Остатки храма — памятник археологии.
- Благовещения в Песках. (1421 г.) Левый берег р. Псковы, у Лапиной горки. Остатки храма — памятник археологии.
- Михаила Архангела в Песках. XV в. Угол ул. Свердлова и ул. Спегальского (Михайловской). Остатки храма — памятник археологии.
- Николы со Взвоза. Набережная р. Великой, рядом с церковью Георгия со Взвоза. Остатки храма — памятник археологии.
- Никиты Гусятника — Никиты с Поля в Выползовой слободе (разрушена в годы Великой Отечественной войны)
- Казанская — Иконы Казанской Богоматери. Угол ул. Карла Маркса (Новгородской) и Воровского (Петропавловской) ул. (1810 г.; окончательно разобрана в 1961 г.).

Последняя отчетная запись о Казанской церкви, сделанная уполномоченным по делам религии в 1960 г., гласит: «Закрытая Казанская церковь в г. Пскове являлась одной из активных церквей в Псковской области. В ней служили 3 штатных священника и дьякон. Доходность церкви была самой высокой, в 1959 г. она составила 414 509 рублей». По рассказам очевидцев, в 1961 г. Казанская церковь была охвачена пожаром, а вскоре полностью разрушена с помощью бульдозера.
- Спасо-Нерукотворного Образа. Корытово. Усадьба Горожанского С. С. (1810-е гг.; деревянная; разрушена в Великую Отечественную войну)[22].
- Николая Чудотворца Иркутского пехотного полка (освящена 6 декабря 1840 г.)
- Козьмы и Дамиана с Уток. XVI в. Ул. Свердлова, между ул. Калинина и Советской.
- Козьмы и Дамиана. Старообрядческий храм. Запсковье. Большая Лесная ул. (1912—1913 гг.; арх. Подчекаев А. А.)
- Иоанна Милостивого с Солодовников (первое упоминание в 1561 г. в связи с пожаром; в конце XVIII в. пострадала при пожаре; в 1820 г. из-за ветхости разобрана). Остатки храма — памятник археологии. В 2007 г. при работах на Петровском раскопе (пересечение улиц Карла Маркса и Гоголя) археологи открыли фундамент церкви, хорошо известной по псковским иконам[23].
- Ильинский монастырь — Ильи Сухого (XV—XVI вв.) на Завеличье. Красноармейская наб., д. 1. Остатки храма — памятник археологии.
- Николая Чудотворца на Завеличье. (1764 г.) Приделы Дмитрия Мироточивого и Сошествия Святого Духа (1818 г.) Разобрана окончательно в 1950-е гг.

## Упраздненные в 1764 году монастыри Пскова
- Воскресенский на Стадище. Женский.
- Иоанно-Богословский Костельников (иначе Котельников) на Мишариной горе.
- Козьмодемьянский Гремяцкий на Гремячей горе.
- Никольский Любятовский
- Никитский в Выползовой слободе.
- Покровский в углу Окольного города
- Серёткин — Сироткин
- Каменноградский на Завеличье.
- Ильинский на Запсковье. Женский.

## Часовни
- Часовня Собора Московских Святителей на Снятной горе (XVIII в.).
- Часовня на Мироносицком кладбище. Памятник истории и культуры (Постановление Совета Министров РСФСР № 624 от 4 декабря 1974 г.).
- Часовня Святой Анастасии у Ольгинского моста (1911 г.; арх. Щусев А. В., худ. Рерих Н. К.). Памятник истории и культуры (Постановление Совета Министров РСФСР № 624 от 4 декабря 1974 г.).
- Часовня Державной Божией Матери на Завеличье (1996 г.)
- Часовня Св. Ольги на Ольгинской наб. (освящена 23 июля 2000 г.; арх. Красильников А. А.)
- Часовня Воскресения Христова на Привокзальной площади (освящена 17 июля 2003 г.; арх. Кондратьев С. Н.)

- Четырёх Святителей
- Св. Анастасии
- Св. Ольги
- Воскресения Христова
- Державной Божией Матери

#### Утраченные часовни
- Владычного креста на Завеличье
- Св. Ольги на Завеличье
- Часовня Рождества Пресвятой Богородицы у Варлаамовских ворот.

- Владычного Креста
- Св. Ольги